# Asteranthe
Asteranthe é um género botânico pertencente à família Annonaceae.

## Espécies
- Asteranthe asterias (S.Moore) Engl. & Diels
- Asteranthe lutea Vollesen